# Варшавський саміт НАТО 2016

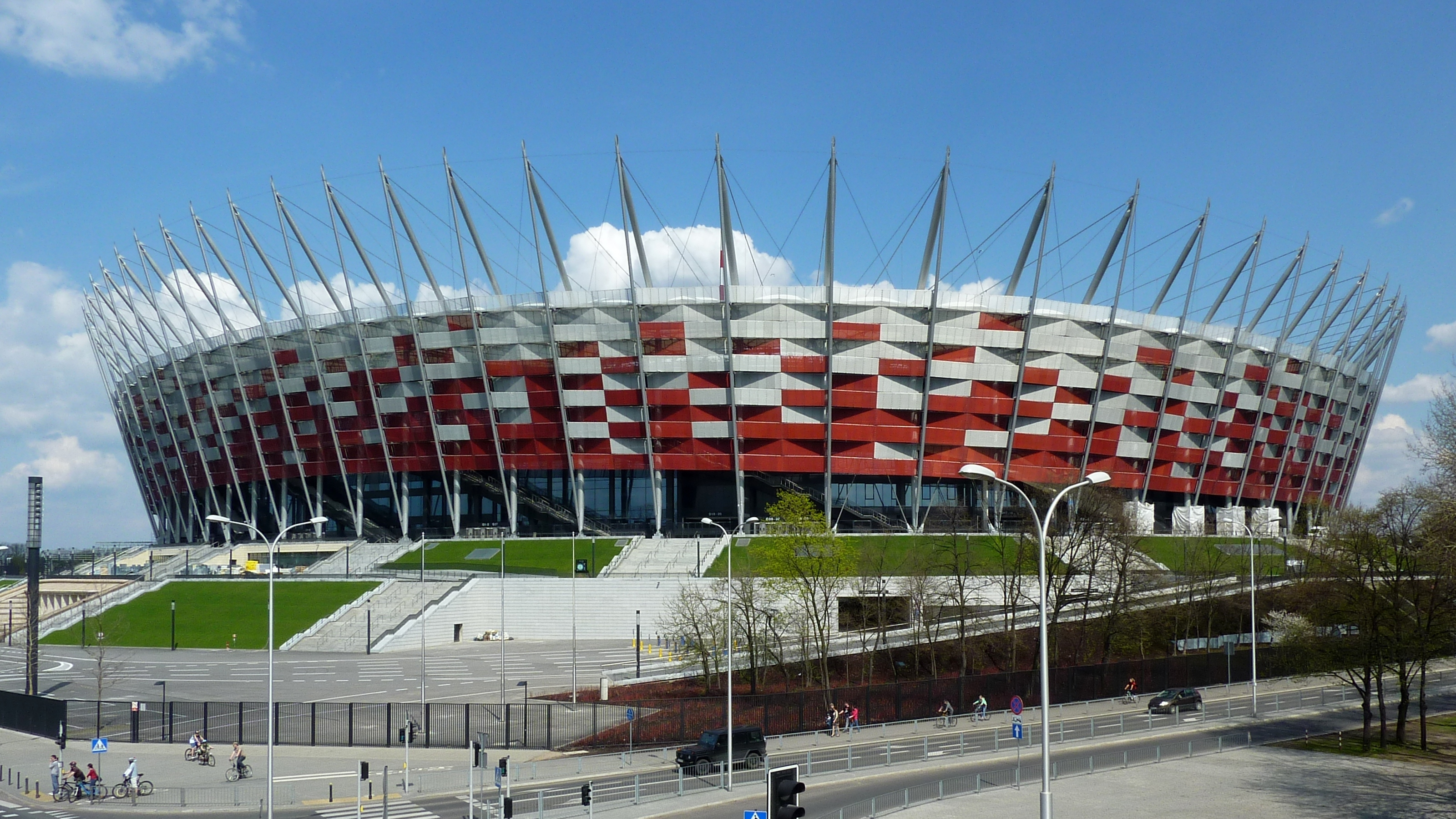
Варшавський стадіон – місце проведення саміту НАТО

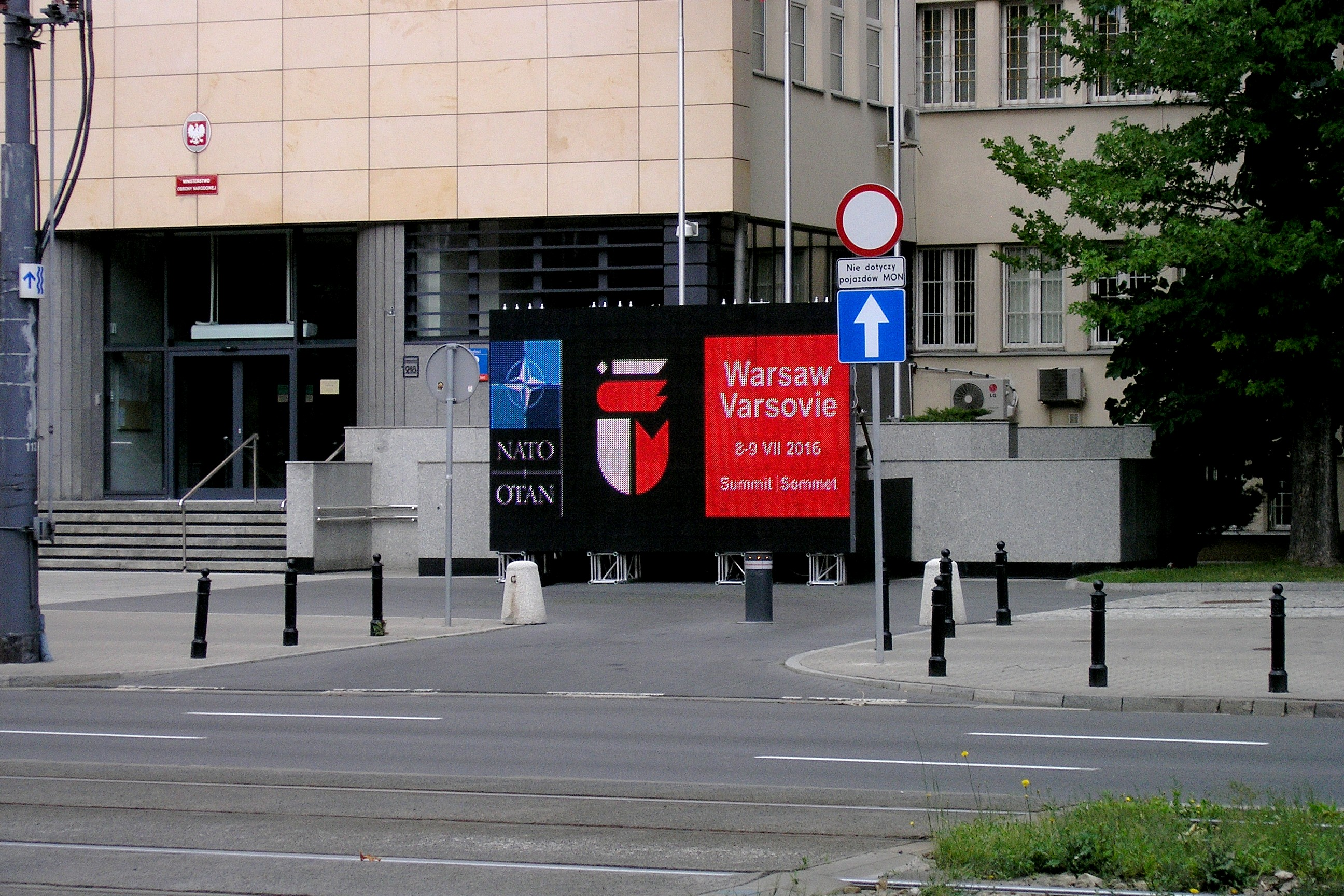
Інформація про саміт на екрані перед головним входом до Міністерства національної оборони Польщі (Варшава, 2016)

Варшав́ський са́міт НА́ТО 2016 (англ. 2016 Warsaw summit, пол. Szczyt NATO w Warszawie 2016) — 27-а зустріч на вищому рівні глав держав та голів урядів країн-учасниць Північноатлантичного альянсу, яка проходила з 8 по 9 липня 2016 у Варшаві. Це перший саміт НАТО, який відбувся на території Польщі.
На саміті відбувалося обговорення ряду важливих тем, зокрема пов'язаних із подіями в Україні. Ще під час відвідування міжнародних військових навчань на полігоні біля Львова влітку 2015-го року міністр оборони Польщі Томаш Семоняк заявив, що Україна повинна бути однією з найважливіших тем під час Варшавського саміту.
Також на саміті обговорювали розширення Альянсу, насамперед це стосувалося Чорногорії, яка в травні 2016-го підписала протокол про вступ до Альянсу, який повинні ратифікувати всі парламенти країн-членів НАТО. Як твердив міністр зовнішніх справ Туреччини Мевлют Чавушоглу, Альянс також дискутував щодо приєднання й інших декількох країн, а саме: Боснії і Герцеговини, Македонії і Грузії.
Окрім цього, за словами заступника голови офісу держдепартаменту США з питань Європи та Євразії Джона Геффернна на саміті у Польщі планувалося оголосити про тимчасову оперативну здатність системи протиракетної оборони Альянсу.
Іншими темами для обговорення стали також події на Близькому Сході, зокрема основною з яких була боротьба з міжнародним тероризмом.

## Обставини
Протягом 2014-2016 напруженість між НАТО та РФ продовжувала зростати. Як основні причини західні спостерігачі називають анексію Криму РФ і участь російських військ у війні на сході України. З точки зору НАТО, ці дії Росії повністю змінили стратегічну ситуацію в Європі .
Аналітики НАТО стверджували, що дії Росії по відношенню до України несуть загрозу східноєвропейським членам НАТО і країнам Балтії. Країни Альянсу розглядали і відпрацьовували різні сценарії можливих російських дій типу «гібридної війни» в країнах Балтії, де є значна російськомовна меншина.
Метою саміту став посил Москві сигналу про те, що в НАТО серйозно сприймають нову небезпеку, і що проблемі колективної безпеки приділяється тепер повноцінна увага.

### Балтія та Польща
Члени альянсу прийняли рішення про розміщення в країнах Балтії та Польщі військових сил у складі чотирьох окремих батальйонів: в Естонії — британський, в Латвії — канадський, в Литві — німецький, в Польщі — американський . У резолюції саміту сказано, що рішення було прийнято у відповідь на дії та риторику Росії .
Батальйони будуть розміщені на постійних базах. У деяких батальйонах окремі роти будуть з інших країн НАТО .
Виступаючи на прес-конференції, генеральний секретар НАТО Єнс Столтенберг повідомив, що посилення оборони не означає безпосередньої загрози Росії країнам блоку, а також підкреслив, що воно повинно супроводжуватися дипломатичними переговорами .

### Україна
Агресивна політика Росії й захист України, Польщі та Балтії були серед головних тем саміту. Під час саміту проведено засідання комісії НАТО—Україна. У спільній заяві Комісії на рівні глави держав та урядів ідеться, зокрема про таке: 
|  | На основі Заяви Комісії Україна-НАТО на саміті в Уельсі від 4 вересня 2014 року та на рівні міністрів закордонних справ від 11 травня 2015 року в Анталії ми закликаємо Росію відмовитися від незаконної та нелегітимної «анексії» Криму, яку ми не визнаємо і не визнаватимемо. Ми особливо занепокоєні переслідуваннями та дискримінацією кримських татар та інших представників місцевих громад. […] Росія продовжує підтримувати стан постійної нестабільності на сході України, що вже привело до втрати на Донбасі близько 10 000 життів і позбавило Україну значної частки промислового виробництва. Ми особливо занепокоєні зростанням кількості порушень режиму припинення вогню вздовж лінії розмежування, переважно з боку підтримуваних Росією бойовиків. |

На саміті презентували Стратегічний оборонний бюлетень України.

## Рішення
Серед найважливіших результатів, рішень і ухвал:
- розміщення в країнах Балтії та Польщі військових сил у складі чотирьох окремих батальйонів: в Естонії — британський, в Латвії — канадський, в Литві — німецький, в Польщі — американський;
- розміщення в Польщі танкової бригади Армії США разом із керівництвом бригади;
- усі країни альянсу ввійдуть у коаліцію проти ІДІЛ. Інформацію про стан воєнних дій у Сирії збиратимуть АВАКСи НАТО з території Туреччини та міжнародного повітряного простору;
- оголошено попередню оперативну готовність системи протиракетної оборони. США передали НАТО керування системою. Офіційне завдання — захист від ракет Ірану;
- підписання першого в історії договору між ЄС і НАТО про співпрацю у сфері безпеки, зокрема в питаннях загрози міграційної кризи, гібридних воєн і кібератак. Кіберпростір визнано новою зоною оперативних дій;
- підтримка суверенності та територіальної цілісності України та засудження агресії Росії в Криму та на сході України;
- підтримка суверенності та територіальної цілісності Грузії;
- НАТО у координації з кораблями ЄС розпочне операцію в Середземному морі для боротьби проти контрабанди людей і зброї й біля берегів Лівії для забезпечення виконання ембарго на зброю, яке ООН наклала на державу.
- продовження місії «Resolute Support» в Афганістані як небойової місії (імовірно, до 2020 р.), допомога в навчанні місцевих військових, а також 5 млрд доларів підтримки щорічно для уряду країни;
- Велика Британія повідомила, що 18 липня її парламент буде голосувати про будівництво чотирьох ракетних підводних човнів класу Successor, що мають замінити ракетні підводні човни класу Vanguard, які служать ще з 1990-х. Човни озброєні балістичними ракетами «Трайдент» D5 і є основою програми «Трайдент» (програма Великої Британії з ядерного стримування);
- НАТО навчатиме армію Іраку;
- підтримку від Північноатлантичного альянсу отримають збройні сили Тунісу та Йорданії.

## Присутні лідери

Країни-учасниці саміту

### Держави-члени
| - Албанія — прем'єр-міністр Еді Рама - Бельгія — прем'єр-міністр Шарль Мішель - Болгарія — президент Росен Плевнелієв - Велика Британія — прем'єр-міністр Девід Кемерон - Греція — прем'єр-міністр Алексіс Ципрас - Данія — прем'єр-міністр Ларс Люкке Расмуссен - Естонія — прем'єр-міністр Тааві Рийвас - Ісландія — прем'єр-міністр Сігмундур Давид Гуннлаугссон - Іспанія — прем'єр-міністр Маріано Рахой - Італія — прем'єр-міністр Маттео Ренці - Канада — прем'єр-міністр Джастін Трюдо - Латвія — президент Раймондс Вейоніс - Литва — президент Даля Грибаускайте - Люксембург — прем'єр-міністр Ксав'є Бетель - Нідерланди — прем'єр-міністр Марк Рютте | - Німеччина — канцлер Ангела Меркель - Норвегія — прем'єр-міністр Ерна Солберг - Польща — президент Анджей Дуда - Португалія — прем'єр-міністр Антоніу Кошта - Румунія — президент Клаус Йоганніс - Словаччина — президент Андрій Кіска - Словенія — прем'єр-міністр Аленка Братушек - США — президент Барак Обама - Туреччина — президент Реджеп Таїп Ердоган - Угорщина — прем'єр-міністр Віктор Орбан - Франція — президент Франсуа Олланд - Хорватія — президент Колінда Грабар-Кітарович - Чехія — президент Мілош Земан - НАТО — генеральний секретар Єнс Столтенберг |

### Держави-нечлени
| - Азербайджан — президент Ільхам Алієв - Афганістан — президент Ашраф Гані - Вірменія — президент Серж Саргсян - Грузія — президент Георгій Маргвелашвілі - Ірландія — міністр оборони Пол Кіо - ОАЕ — міністр оборони Мохамед аль Боварді | - Республіка Македонія — міністр оборони Зоран Йолевський - Україна — президент Петро Порошенко - Фінляндія — президент Саулі Нійністьо - Чорногорія — прем'єр-міністр Міло Джуканович - Швеція — прем'єр-міністр Стефан Левен |